# ميخائيل فيرماك
ميخائيل فيرماك (بالإنجليزية: Michael Vermaak)‏ هو لاعب اتحاد الرغبي جنوب أفريقي، ولد في 10 أكتوبر 1979 في يوتينهاغ في جنوب أفريقيا.

## وصلات خارجية
- ميخائيل فيرماك على موقع ItsRugby.co.uk (الإنجليزية)